# AMA Superbike Championship 2011
La stagione 2011 dell'AMA Superbike Championship è la trentaseiesima dell'AMA Superbike Championship. 

## Stagione
Il campionato si apre il 12 marzo con la doppia prova di Daytona e termina il 4 settembre presso il New Jersey Motorsports Park per un totale di quattordici gareː in occasione dei due eventi di Miller e Laguna Seca (disputati rispettivamente in concomitanza con mondiale Superbike e motomondiale) si è svolta un'unica gara. Il campione uscente Josh Hayes, su Yamaha YZF-R1 del team Monster Graves, pur vincendo solo tre gare si conferma campione con un margine di cinque punti su Blake Young, vincitore in sette prove.  Terzo, più staccato in classifica, Tommy Hayden con undici piazzamenti a podio e tre vittorie. La restante provaː gara uno al Barber Motorsports Park, va al colombiano Martín Cárdenas unico pilota non statunitense ad ottenere un successo in questa edizione.
Tra i costruttori Suzuki, che piazza cinque piloti nelle prime sei posizioni (tutti tranne Hayes), con undici vittorie e tre secondi posti ottiene il titolo costruttori con un margine di oltre cinquanta punti su Yamaha. Terzo posto per BMW che, pur non ottenendo nessun piazzamento a podio, chiude con ampio margine sui restanti costruttori.

## Iscritti
Dove non indicata la nazionalità si intende pilota statunitense.
| Team                                             | Moto                  | #   | Pilota           | Gare      |
| ------------------------------------------------ | --------------------- | --- | ---------------- | --------- |
| Monster Graves Yamaha                            | Yamaha YZF-R1         | 1   | Josh Hayes       | Tutte     |
| Y.E.S./Pat Clark/Graves Yamaha                   | Yamaha YZF-R1         | 2   | Chris Clark      | Tutte     |
| McCormick Racing                                 | BMW S1000RR           | 6   | Brett McCormick  | 8         |
| Team Iron Horse BMW                              | BMW S1000RR           | 8   | Chris Peris      | Tutte     |
| Team Iron Horse BMW                              | BMW S1000RR           | 68  | Tony Kasper      | 2–4       |
| Viking Moto                                      | Suzuki GSX-R1000      | 9   | Eric Haugo       | 1, 3–4, 8 |
| Cycle World Attack Performance                   | Kawasaki Ninja ZX-10R | 10  | Eric Bostrom     | 1         |
| Cycle World Attack Performance                   | Kawasaki Ninja ZX-10R | 10  | J. D. Beach      | 2–8       |
| Cycle World Attack Performance                   | Kawasaki Ninja ZX-10R | 15  | Steve Rapp       | 8         |
| KTM/HMC Racing                                   | KTM RC8 R             | 11  | Chris Fillmore   | 6–8       |
| Seven Sports                                     | Suzuki GSX-R1000      | 12  | Trent Gibson     | 1, 3–5, 7 |
| San Diego BMW Motorsports                        | BMW S1000RR           | 15  | Steve Rapp       | 2–7       |
| San Diego BMW Motorsports                        | BMW S1000RR           | 45  | James Randolph   | 2         |
| San Diego BMW Motorsports                        | BMW S1000RR           | 51  | Gary Orr         | 1         |
| San Diego BMW Motorsports                        | BMW S1000RR           | 57  | Jeremy Toye      | 1–3, 5–8  |
| San Diego BMW Motorsports                        | BMW S1000RR           | 62  | Chris Trounson   | 2–3, 5–7  |
| San Diego BMW Motorsports                        | BMW S1000RR           | 96  | Aaron Gobert     | 8         |
| M4 Suzuki                                        | Suzuki GSX-R1000      | 18  | Chris Ulrich     | 1–2, 6–8  |
| M4 Suzuki                                        | Suzuki GSX-R1000      | 36  | Martín Cárdenas  | Tutte     |
| Rockstar Makita Suzuki                           | Suzuki GSX-R1000      | 22  | Tommy Hayden     | Tutte     |
| Rockstar Makita Suzuki                           | Suzuki GSX-R1000      | 79  | Blake Young      | Tutte     |
| Jordan Suzuki                                    | Suzuki GSX-R1000      | 23  | Ben Bostrom      | Tutte     |
| Jordan Suzuki                                    | Suzuki GSX-R1000      | 54  | Roger Lee Hayden | Tutte     |
| ADR Fly Racing                                   | Suzuki GSX-R1000      | 25  | David Anthony    | 1–4, 6, 8 |
| ADR Fly Racing                                   | Suzuki GSX-R1000      | 26  | Chris Trounson   | 1         |
| ADR Fly Racing                                   | Suzuki GSX-R1000      | 33  | Jordan Burgess   | Tutte     |
| ADR Fly Racing                                   | Suzuki GSX-R1000      | 269 | Johnny Rock Page | 1–2, 6–8  |
| Four Feathers Racing                             | BMW S1000RR           | 27  | Eric Haugo       | 5         |
| Four Feathers Racing                             | BMW S1000RR           | 27  | Scotty Van Hawk  | 6         |
| Bayside Performance                              | Suzuki GSX-R1000      | 28  | Kevin Boisvert   | 2–3, 5, 7 |
| M & M Roadracing                                 | Honda CBR1000RR       | 34  | Danny Kelsey     | 5         |
| Liberty Waves Racing Go4one Braille Neyra Racing | BMW S1000RR           | 41  | Eric Pinson      | 1, 4      |
| Liberty Waves Racing Go4one Braille Neyra Racing | Kawasaki Ninja ZX-10R | 41  | Eric Pinson      | 6, 8      |
| Rockwell Time/BCS Racing                         | Suzuki GSX-R1000      | 42  | Chris Siebenhaar | 1–3, 7    |
| Taylor Knapp Racing                              | EBR 1190RS            | 44  | Taylor Knapp     | 8         |
| Kissimmee Motorsports Kawasaki                   | Kawasaki Ninja ZX-10R | 46  | Jeffrey Lampe    | 1         |
| Jake Holden Racing                               | BMW S1000RR           | 59  | Jake Holden      | 7         |
| Run 1 Racing Motorsports Karma Tequila Racing    | Yamaha YZF-R1         | 63  | Skip Salenius    | 1, 3, 5   |
| DASPerformance.com                               | Suzuki GSX-R1000      | 64  | Shane Narbonne   | 1, 6, 8   |
| Schaumburg Audi                                  | Kawasaki Ninja ZX-10R | 66  | Brian Hall       | 4         |
| Foremost Insurance Pegram Racing                 | BMW S1000RR           | 72  | Larry Pegram     | Tutte     |
| Inotherm Yamaha Racing Team Slovenia             | Yamaha YZF-R1         | 74  | Bostjan Skubic   | 1         |
| RCR Yamaha                                       | Yamaha YZF-R1         | 77  | Ricky Corey      | 7         |
| Wacker Racing LLC                                | Suzuki GSX-R1000      | 78  | Reese Wacker     | 4–6, 8    |
| Speed Tech Performance                           | Kawasaki Ninja ZX-10R | 86  | Jason Farrell    | 4, 6      |
| Erik Buell Racing                                | Buell 1125R           | 99  | Geoff May        | 1–5       |
| Erik Buell Racing                                | EBR 1190RS            | 99  | Geoff May        | 6–8       |
| M Racing                                         | Suzuki GSX-R1000      | 988 | Wesley Kane      | 2–3, 7    |

| Legenda            | Legenda |
| ------------------ | ------- |
| Pilota wildcard    |         |
| Pilota sostitutivo |         |

## Calendario
Dove non indicata la nazionalità si intende pilota statunitense.
| Data        | Circuito                       | Luogo         | Pole Position | Gara 1          | Gara 1          | Gara 2          | Gara 2        | Note |
| Data        | Circuito                       | Luogo         | Pole Position | Giro più veloce | Vincitore       | Giro più veloce | Vincitore     | Note |
| ----------- | ------------------------------ | ------------- | ------------- | --------------- | --------------- | --------------- | ------------- | ---- |
| 12 marzo    | Daytona International Speedway | Daytona Beach | Josh Hayes    | Josh Hayes      | Blake Young     | Josh Hayes      | Blake Young   |      |
| 12 marzo    | Daytona International Speedway | Daytona Beach | Josh Hayes    | Josh Hayes      | Blake Young     | Josh Hayes      | Blake Young   |      |
| 15 maggio   | Infineon Raceway               | Sonoma        | Josh Hayes    | Josh Hayes      | Josh Hayes      | Josh Hayes      | Tommy Hayden  |      |
| 15 maggio   | Infineon Raceway               | Sonoma        | Josh Hayes    | Josh Hayes      | Josh Hayes      | Josh Hayes      | Tommy Hayden  |      |
| 30 maggio   | Miller Motorsports Park        | Tooele        | Josh Hayes    | Josh Hayes      | Blake Young     | Non disputata   | Non disputata |      |
| 30 maggio   | Miller Motorsports Park        | Tooele        | Josh Hayes    | Josh Hayes      | Blake Young     | Non disputata   | Non disputata | †    |
| 5 giugno    | Road America                   | Elkhart Lake  | Josh Hayes    | Blake Young     | Blake Young     | Josh Hayes      | Josh Hayes    |      |
| 5 giugno    | Road America                   | Elkhart Lake  | Josh Hayes    | Blake Young     | Blake Young     | Josh Hayes      | Josh Hayes    |      |
| 19 giugno   | Barber Motorsports Park        | Leeds         | Josh Hayes    | Martín Cárdenas | Martín Cárdenas | Blake Young     | Blake Young   |      |
| 19 giugno   | Barber Motorsports Park        | Leeds         | Josh Hayes    | Martín Cárdenas | Martín Cárdenas | Blake Young     | Blake Young   |      |
| 10 luglio   | Mid-Ohio Sports Car Course     | Lexington     | Blake Young   | Josh Hayes      | Blake Young     | Blake Young     | Tommy Hayden  |      |
| 10 luglio   | Mid-Ohio Sports Car Course     | Lexington     | Blake Young   | Josh Hayes      | Blake Young     | Blake Young     | Tommy Hayden  |      |
| 24 luglio   | Mazda Raceway Laguna Seca      | Monterey      | Josh Hayes    | Josh Hayes      | Tommy Hayden    | Non disputata   | Non disputata |      |
| 24 luglio   | Mazda Raceway Laguna Seca      | Monterey      | Josh Hayes    | Josh Hayes      | Tommy Hayden    | Non disputata   | Non disputata | ‡    |
| 4 settembre | New Jersey Motorsports Park    | Millville     | Josh Hayes    | Josh Hayes      | Josh Hayes      | Blake Young     | Blake Young   |      |
| 4 settembre | New Jersey Motorsports Park    | Millville     | Josh Hayes    | Josh Hayes      | Josh Hayes      | Blake Young     | Blake Young   |      |

† In concomitanza con il mondiale Superbike.
‡ In concomitanza con il motomondiale.

## Classifiche

### Classifica piloti
Fonte
| Pos | Pilota           | Moto     | DAY | DAY | INF | INF | MIL | RAM | RAM | BAR | BAR | MOH | MOH | LGS | NJR | NJR | Punti |
| --- | ---------------- | -------- | --- | --- | --- | --- | --- | --- | --- | --- | --- | --- | --- | --- | --- | --- | ----- |
| 1   | Josh Hayes       | Yamaha   | 3   | 2   | 1   | 2   | 2   | 2   | 1   | 4   | 2   | 2   | 4   | 2   | 1   | 2   | 363   |
| 2   | Blake Young      | Suzuki   | 1   | 1   | 4   | 3   | 1   | 1   | 3   | 3   | 1   | 1   | 2   | 3   | 5   | 1   | 358   |
| 3   | Tommy Hayden     | Suzuki   | 2   | 3   | 2   | 1   | 3   | 3   | 2   | 7   | Rit | 3   | 1   | 1   | 3   | 17  | 288   |
| 4   | Martín Cárdenas  | Suzuki   | 6   | 4   | 3   | 8   | Rit | 4   | 4   | 1   | 3   | 5   | 5   | 8   | 8   | 4   | 231   |
| 5   | Ben Bostrom      | Suzuki   | 4   | 5   | 19  | 6   | 8   | 7   | 10  | 2   | 5   | 14  | 6   | 5   | 2   | 5   | 209   |
| 6   | Roger Lee Hayden | Suzuki   | 5   | 15  | 18  | 7   | 4   | 6   | 5   | 6   | 18  | 4   | 3   | 4   | 4   | 3   | 202   |
| 7   | Larry Pegram     | BMW      | 7   | 6   | 7   | 5   | 16  | 5   | 7   | 5   | 6   | 6   | 7   | 6   | 7   | 14  | 190   |
| 8   | Chris Clark      | Yamaha   | 11  | 7   | 11  | 10  | 6   | 8   | 9   | 16  | 8   | 13  | 12  | 9   | 9   | 8   | 157   |
| 9   | Steve Rapp       | BMW      |     |     | 6   | 4   | 5   | 17  | 6   | 12  | 4   | 8   | Rit | 7   |     |     | 139   |
| 9   | Steve Rapp       | Kawasaki |     |     |     |     |     |     |     |     |     |     |     |     | 6   | 19  | 139   |
| 10  | Geoff May        | Buell    | Rit | 12  | 8   | 12  | 7   | 10  | 17  | 13  | 7   |     |     |     |     |     | 139   |
| 10  | Geoff May        | EBR      |     |     |     |     |     |     |     |     |     | 11  | 10  | 10  | 11  | 6   | 139   |
| 11  | Chris Peris      | BMW      | Rit | 10  | 5   | 9   | Rit | Rit | 8   | 11  | 9   | Rit | NP  | 11  | 14  | 11  | 101   |
| 12  | J. D. Beach      | Kawasaki |     |     | 9   | Rit | 15  | 11  | Rit | 8   | 10  | 10  | 8   | 12  | 16  | 10  | 101   |
| 13  | Jeremy Toye      | BMW      | 8   | 13  | 16  | 11  | 10  |     |     | 10  | 16  | 12  | 11  | Rit | 15  | 9   | 100   |
| 14  | David Anthony    | Suzuki   | 10  | 9   | 17  | Rit | 9   | 12  | 12  |     |     | 9   | Rit |     | NP  | NP  | 69    |
| 15  | Jordan Burgess   | Suzuki   | 14  | 19  | Rit | Rit | Rit | 13  | 15  | 14  | 15  | 15  | 14  | 15  | 17  | 12  | 68    |
| 16  | Trent Gibson     | Suzuki   | 18  | 17  |     |     | 13  | 15  | 14  | 9   | 12  |     |     | NQ  |     |     | 49    |
| 17  | Chris Trounson   | Suzuki   | Rit | NP  |     |     |     |     |     |     |     |     |     |     |     |     | 43    |
| 17  | Chris Trounson   | BMW      |     |     | 12  | 14  | Rit |     |     | 15  | 11  | Rit | 17  | 14  |     |     | 43    |
| 18  | Chris Ulrich     | Suzuki   | 9   | 11  | 10  | Rit |     |     |     |     |     | NP  | NP  | 18  | Rit | NP  | 36    |
| 19  | Reese Wacker     | Suzuki   |     |     |     |     |     | 16  | 16  | 17  | 14  | 17  | 16  |     | Rit | 15  | 36    |
| 20  | Jason Farrell    | Kawasaki |     |     |     |     |     | 9   | 11  |     |     | 16  | 13  |     |     |     | 35    |
| 21  | Chris Fillmore   | KTM      |     |     |     |     |     |     |     |     |     | 7   | 9   | NP  | Rit | 18  | 29    |
| 22  | Chris Siebenhaar | Suzuki   | NQ  | NQ  | 13  | 15  | 12  |     |     |     |     |     |     | 16  |     |     | 28    |
| 23  | Shane Narbonne   | Suzuki   | 12  | 14  |     |     |     |     |     |     |     | 19  | Rit |     | Rit | 13  | 26    |
| 24  | Taylor Knapp     | EBR      |     |     |     |     |     |     |     |     |     |     |     |     | 12  | 7   | 23    |
| 25  | Eric Pinson      | BMW      | 15  | Rit |     |     |     | NQ  | NQ  |     |     |     |     |     |     |     | 23    |
| 25  | Eric Pinson      | Kawasaki |     |     |     |     |     |     |     |     |     | 18  | 15  |     | 18  | 16  | 23    |
| 26  | Tony Kasper      | BMW      |     |     | 14  | Rit | 11  | 18  | NP  |     |     |     |     |     |     |     | 20    |
| 27  | Brian Hall       | Kawasaki |     |     |     |     |     | 14  | 13  |     |     |     |     |     |     |     | 15    |
| 28  | James Randolph   | BMW      |     |     | 15  | 13  |     |     |     |     |     |     |     |     |     |     | 14    |
| 29  | Eric Bostrom     | Kawasaki | Rit | 8   |     |     |     |     |     |     |     |     |     |     |     |     | 13    |
| 30  | Eric Haugo       | Suzuki   | 13  | 16  |     |     | NQ  | NP  | NP  |     |     |     |     |     | NQ  | NQ  | 13    |
| 30  | Eric Haugo       | BMW      |     |     |     |     |     |     |     | NQ  | NQ  |     |     |     |     |     | 13    |
| 31  | Brett McCormick  | BMW      |     |     |     |     |     |     |     |     |     |     |     |     | 10  | Rit | 11    |
| 32  | Danny Kelsey     | Honda    |     |     |     |     |     |     |     | 18  | 13  |     |     |     |     |     | 11    |
| 33  | Wesley Kane      | Suzuki   |     |     | NQ  | NQ  | 14  |     |     |     |     |     |     | 17  |     |     | 11    |
| 34  | Aaron Gobert     | BMW      |     |     |     |     |     |     |     |     |     |     |     |     | 13  | NS  | 8     |
| 35  | Ricky Corey      | Yamaha   |     |     |     |     |     |     |     |     |     |     |     | 13  |     |     | 8     |
| 36  | Jeffrey Lampe    | Kawasaki | 17  | 18  |     |     |     |     |     |     |     |     |     |     |     |     | 7     |
| 37  | Skip Salenius    | Yamaha   | Rit | Rit |     |     | NQ  |     |     | 19  | 17  |     |     |     |     |     | 6     |
| 38  | Bostjan Skubic   | Yamaha   | 16  | Rit |     |     |     |     |     |     |     |     |     |     |     |     | 5     |
| 39  | Kevin Boisvert   | Suzuki   |     |     | NQ  | NQ  | NQ  |     |     | Rit | 19  |     |     | NQ  |     |     | 2     |
| 40  | Johnny Rock Page | Suzuki   | Rit | 20  | NQ  | NQ  |     |     |     |     |     | NQ  | NQ  | NQ  | NQ  | NQ  | 1     |
|     | Jake Holden      | BMW      |     |     |     |     |     |     |     |     |     |     |     | NP  |     |     | 0     |
|     | Gary Orr         | BMW      | NQ  | NQ  |     |     |     |     |     |     |     |     |     |     |     |     | 0     |
|     | Scotty Van Hawk  | Suzuki   |     |     |     |     |     |     |     |     |     | NQ  | NQ  |     |     |     | 0     |
| Pos | Pilota           | Moto     | DAY | DAY | INF | INF | MIL | RAM | RAM | BAR | BAR | MOH | MOH | LGS | NJR | NJR | Punti |

| Colore  | Risultato             |
| ------- | --------------------- |
| Oro     | Vincitore             |
| Argento | 2º posto              |
| Bronzo  | 3º posto              |
| Verde   | Finito a punti        |
| Blu     | Finito senza punti    |
| Viola   | Ritirato (Rit)        |
| Viola   | Non classificato (NC) |
| Rosso   | Non qualificato (NQ)  |
| Nero    | Squalificato (SQ)     |
| Bianco  | Non partito (NP)      |
| Bianco  | Non ha gareggiato     |
| Bianco  | Infortunato (INF)     |
| Bianco  | Escluso (ES)          |
| Bianco  | Gara cancellata (C)   |

### Classifica costruttori
| Pos | Costruttore | DAY | DAY | INF | INF | MIL | RAM | RAM | BAR | BAR | MOH | MOH | LGS | NJR | NJR | Punti |
| --- | ----------- | --- | --- | --- | --- | --- | --- | --- | --- | --- | --- | --- | --- | --- | --- | ----- |
| 1   | Suzuki      | 1   | 1   | 2   | 1   | 1   | 1   | 2   | 1   | 1   | 1   | 1   | 1   | 2   | 1   | 405   |
| 2   | Yamaha      | 3   | 2   | 1   | 2   | 2   | 2   | 1   | 4   | 2   | 2   | 4   | 2   | 1   | 2   | 347   |
| 3   | BMW         | 7   | 6   | 5   | 4   | 5   | 5   | 6   | 5   | 4   | 6   | 7   | 6   | 7   | 9   | 214   |
| 4   | Kawasaki    | 17  | 8   | 9   | Rit | 15  | 9   | 11  | 8   | 10  | 10  | 8   | 12  | 6   | 10  | 142   |
| 5   | Buell       | Rit | 12  | 8   | 12  | 7   | 10  | 17  | 13  | 7   |     |     |     |     |     | 83    |
| 6   | EBR         |     |     |     |     |     |     |     |     |     | 11  | 10  | 10  | 11  | 6   | 57    |
| 7   | KTM         |     |     |     |     |     |     |     |     |     | 7   | 9   | NP  | Rit | 18  | 29    |
| 8   | Honda       |     |     |     |     |     |     |     | 18  | 13  |     |     |     |     |     | 11    |
| Pos | Costruttore | DAY | DAY | INF | INF | MIL | RAM | RAM | BAR | BAR | MOH | MOH | LGS | NJR | NJR | Punti |

## Sistema di punteggio
In questa annata inoltre viene assegnato un punto extra all'autore della pole position ed un altro punto a chi ottiene il giro più veloce della gara.
| Pos.  | 1  | 2  | 3  | 4  | 5  | 6  | 7  | 8  | 9  | 10 | 11 | 12 | 13 | 14 | 15 | 16 | 17 | 18 | 19 | 20 | 21> |
| Punti | 30 | 25 | 21 | 18 | 16 | 15 | 14 | 13 | 12 | 11 | 10 | 9  | 8  | 7  | 6  | 5  | 4  | 3  | 2  | 1  | 0   |